# Schwarzes Echo
Schwarzes Echo (englisch: The Black Echo) ist der Debüt-Roman des US-amerikanischen Krimi-Autors Michael Connelly aus dem Jahr 1992. Es ist das erste Buch der Harry-Bosch-Serie.

## Handlung
In einer alten Abwasserröhre nahe beim Mulholland Dam wird am 20. Mai 1990 eine Leiche gefunden. Auf den ersten Blick sieht es nach einem Drogentoten aus, doch das Fehlen von Fingerabdrücken in der Röhre sowie ein seltsam gebrochener Finger machen Detective Harry Bosch vom LAPD misstrauisch. Er findet auch seltsam, dass auf die Röhre ein frisches Graffiti mit unvollständigem Tag gesprüht war. Bosch  erkennt in dem Toten Billy Meadows, wie er selbst „Tunnelratte“ in Vietnam. Die Autopsie des toten Meadows bestätigt später Boschs Verdacht: Meadows ist kein Drogentoter, sondern wurde ermordet. Und nicht nur das, vor seinem Tod wurde er mit einem Elektroschocker gefoltert.
Im Zimmer des Toten findet Bosch einen Pfandleihschein. Er ist versteckt in einem Rahmen mit 20 Jahre alten Photos aus Vietnam, auf denen Bosch selbst zu sehen ist. Bosch fährt zur Pfandleihe, wo er den Besitzer Oscar Obinna antrifft. Obinna erwartet die Polizei, denn in eben dieser Nacht wurde bei ihm eingebrochen. Beim Diebesguts war auch der Armreif, den Billy Meadows versetzt hatte. Bosch vermutet, dass der Armreif schon zuvor von Meadows gestohlen worden war und findet heraus, dass er tatsächlich Teil des Diebesguts eines spektakulären Einbruchs in der WestLand National Bank war. Die Täter hatten einen langen Tunnel unter die Bank gegraben und sie an einem langen Wochenende ausgeraubt. Der Raubzug wurde von den FBI-Agenten E.D. Wish und John Rourke untersucht.
Am Tag darauf wendet sich Bosch an Eleanor Wish vom FBI, freilich mit fragwürdigem Erfolg. Der FBI-Agent John Rourke sorgt dafür, dass Bosch ins Visier der Abteilung für interne Ermittlungen des LAPD kommt. Die Ermittler Lewis und Clarke von den Internen Ermittlungen werden auf Bosch angesetzt. Weil Bosch den Toten kannte, wird er sogar zeitweise verdächtigt, am Raub in der Bank beteiligt gewesen zu sein.
Bosch kann die Identität des anonymen Anrufers herausfinden, der den Toten gemeldet hatte. Es ist Edward Niese, genannt Sharkey, ein junger Graffiti-Sprayer. Zusammen mit Eleanor Wish vom FBI kann Bosch Sharkey aufspüren und vernehmen. Seine Aussage bestätigt Boschs Vermutungen: Meadows wurde in seiner Wohnung ermordet und seine Leiche wurde in der Abwasserröhre abgelegt, um einen Drogentod vorzutäuschen. Seine Ermordung muss etwas mit dem Raub zu tun haben. Noch am Abend nach der Vernehmung wird Sharkey ermordet.
Die Ermittlungsergebnisse des FBI zum Raub und seine Verbindungen zum Bewährungshelfer von Meadows helfen Bosch den Hintergrund der Geschichte aufzudecken. Meadow hatte zusammen mit anderen Amerikanern Offizieren der Saigoner Polizei dabei geholfen bei ihrer Flucht am Kriegsende Diamanten in die USA zu schmuggeln. Ein Teil dieser Diamanten war in einem Schließfach in der WestLand National Bank und das eigentliche Ziel des Raubs. Aber nur ein Teil der Diamanten. Bosch nimmt an, dass die Gruppe einen zweiten Raub geplant hat. Meadows wurde zur Gefahr, weil er durch das Verpfänden des Armreifs den zweiten Teil des Coups gefährdete. Bosch findet heraus, welcher Vietnamese noch beteiligt war und in welcher Bank sein Schließfach ist, in der Beverly Hills Safe & Lock. Dort wird also der nächste Raub sein!
Polizisten des LAPD sowie die Agenten des FBI legen sich auf die Lauer, um die Räuber beim Einbruch in die Beverly Hills Safe & Lock zu überwältigen. Gleichzeitig vermuten die internen Ermittler Lewis und Clarke, dass Bosch mit den Räubern unter einer Decke steckt und die Polizei irreführen will. Bosch und Wish können nicht verhindern, dass sie die Tür zum  Tresorraum der Bank öffnen und von den Räubern erschossen werden.
Bosch verfolgt die Täter in den Tunnel unter der Bank. Bosch findet einen der Täter, offenbar von seinem Kumpan erschossen. Schließlich kann Bosch den verbliebenen Täter stellen. Es ist John Rourke, der FBI-Agent. Bosch Vermutungen bestätigen sich: John Rourke sowie der Bruder von Eleanor Wish waren daran beteiligt gewesen, die Diamanten aus Vietnam herauszubringen. Es kommt zum Schusswechsel zwischen Rourke und Bosch. Rourke wird getötet, Bosch schwer verletzt.
Im Laufe der Ermittlungen hat es zwischen Harry Bosch und Eleanor Wish gefunkt. Jetzt aber weiß Bosch, dass Eleanor an der Planung der beiden Raube beteiligt gewesen war, auf diesem Wege Gerechtigkeit für ihren Bruder suchend, der kurz nach seiner Rückkehr aus Vietnam ermordet worden war, als er damals den Vietnamesen die Diamanten abnehmen wollte. Bosch gibt Eleanor drei Tage Zeit sich zu stellen, trotz seiner Liebe für sie. Er will, dass jemand für den Tod von Sharkey geradestehen muss, dem Jungen, dessen Leben so sehr seiner eigenen Jugend glich.
Anmerkungen
1. ↑  Das Jahr wird im Buch nicht genannt, aber der Wochentag: Sonntag. Der 20.05.1990 war ein Sonntag.
2. ↑  In der Schilderung des Gesprächs zwischen Wish und Bosch offenbart Connelly prophetische Fähigkeiten. Er lässt Wish (auf Seite 122 der Taschenbuchausgabe 2002) über Bosch sagen: „… der berühmte Harry Bosch, Detective Superstar, über dessen Fälle ein paar Bücher geschrieben wurden. Ein Fernsehfilm, nebenbei eine Serie“.  In der fiktiven Biographie von Harry Bosch ist dies vor dem Fall in „Schwarzes Echo“ so. Im wirklichen Leben wurde die TV-Serie ab 2014 produziert.
3. ↑  Eine explizite Anspielung auf die Lewis-und-Clark-Expedition: „Lewis und Clarke. (…) Sie hießen überall ‚die großen Entdecker‘.“ Taschenbuchausgabe 2002, S. 478

## Verfilmung
Die Handlung der dritten Staffel der von Amazon Studios produzierten Krimiserie Bosch aus dem Jahr 2017 beinhaltet Motive aus „Schwarzes Echo“.

## Rezeption
Publishers Weekly findet, dass Connelly „mit diesem originellen und überaus authentischen ersten Roman über das übliche Polizeigenre“ hinausgeht.
Die Los Angeles Times hebt in ihrer Rezension des Buchs die journalistischen Kenntnisse von Michael Connelly hervor: „Connelly kombiniert fachmännisch die bundespolizeilichen und die lokalen Ermittlungsverfahren mit dem kalten Auge eines Journalisten für Genauigkeit (...) Erwähnt wird das innere Funktionieren von The Times und den verwickelten Informationsaustausch off the record zwischen Medien und Strafverfolgungsbehörden“ – was nicht verwundert, denn Connelly war Polizeireporter bei der LA Times.
In seiner rückblickenden Rezension im Oktober 2019 bescheinigt Hector DeJean: „Das Versprechen dieses ersten Buches wurde eindeutig erfüllt, denn Connelly wurde in der Folge zu einem der produktivsten und erfolgreichsten heutigen Krimiautoren.“
Die Krimi-Couch meint: „Michael Connelly hat eine interessante Figur geschaffen, die sich allerdings hoffentlich in folgenden Romanen weiter entwickelt und weniger unfehlbar auftritt.“  Für den Autor der Rezension ist Schwarzes Echo „ein actiongeladener Erstlings-Thriller mit einem außergewöhnlichem Helden“ und er ist gespannt auf weitere Harry Bosch-Thriller.

## Auszeichnungen
Schwarzes Echo gewann 1993 den Edgar Allan Poe Award der Mystery Writers of America für den besten Erstlingsroman. Ferner war das Buch für den Anthony Award als Erstlingsroman und für den Dilys Award als Bester Roman nominiert.

## Ausgaben
- Michael Connelly: The Black Echo. Little, Brown and Company, 1992, ISBN 0-316-15361-3.
- Michael Connelly: Schwarzes Echo. Roman. Ins Deutsche übertragen von Jörn Ingwersen. Ullstein, Frankfurt/Main,  Berlin 1994  ISBN 978-3-550-06713-6.
- Michael Connelly: Schwarzes Echo. Kriminalroman. Aus dem Amerikanischen von Jörn Ingwersen. Ullstein, Frankfurt/Main,  Berlin 1995, ISBN 978-3-548-23607-0.
- Michael Connelly: Schwarzes Echo. Kriminalroman. Aus dem Amerikanischen von Jörn Ingwersen. Ullstein, München 2000, ISBN 978-3-548-24828-8.
- Michael Connelly: Schwarzes Echo. Roman. Aus dem Amerikanischen von Jörn Ingwersen. Heyne, München 2002, ISBN 978-3-453-20690-8.
- Michael Connelly: Schwarzes Echo: Der erste Fall für Harry Bosch. Aus dem amerikanischen Englisch von Jörn Ingwersen. Kampa Verlag, Zürich 2021, ISBN 978-3-311-15508-9, auch als E-Book.